# 龍德島

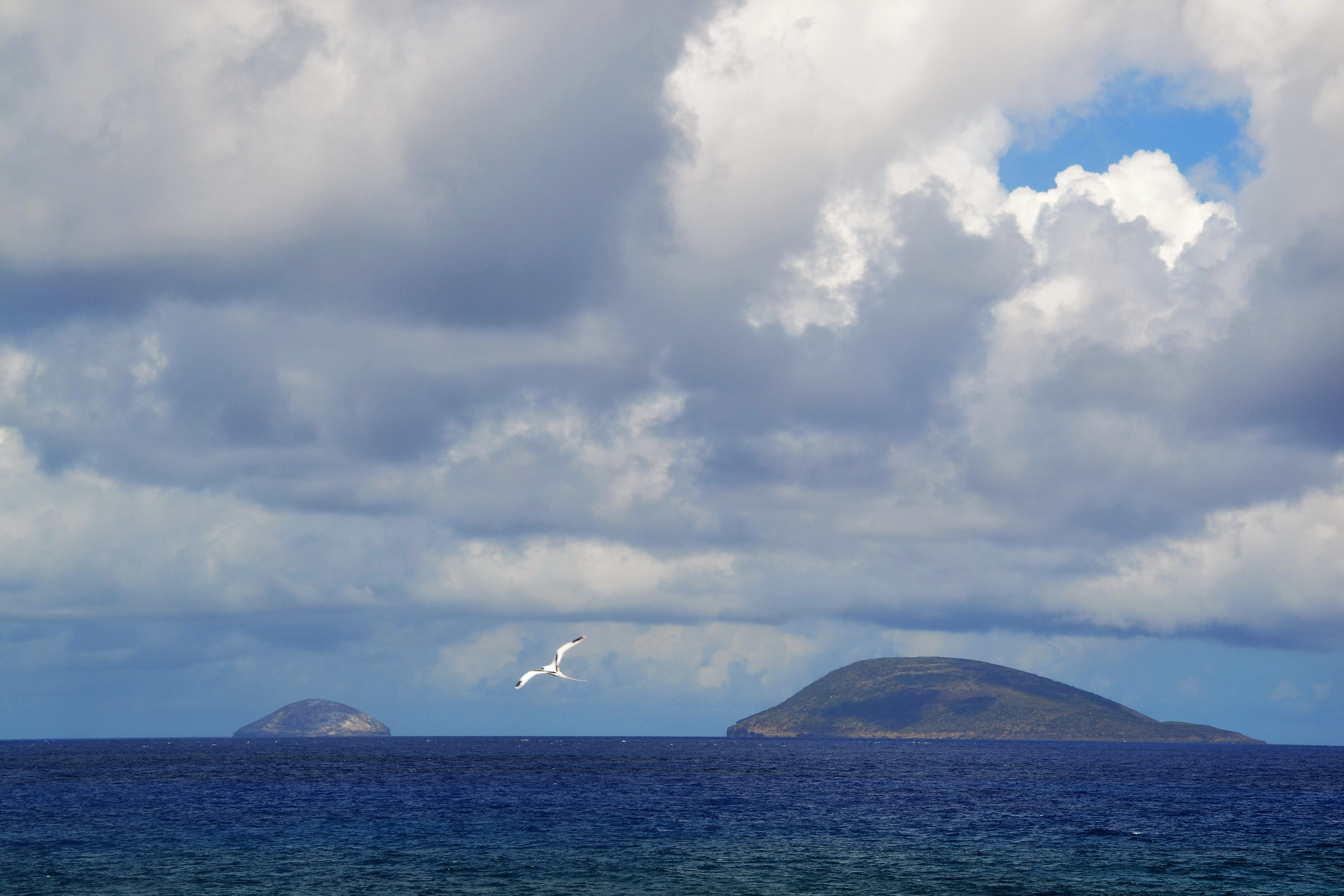
从西边眺望龙德岛，左边（北边）更小的岛屿为蛇岛（Serpent Island）

龍德島（法語：Île Ronde），又译为圆岛（英語：Round Island），是毛里裘斯的火山島，位於印度洋海域，屬於馬斯克林群島的一部分，面積1.69平方公里，最高點海拔高度280米，該島自1957年被劃入自然保護區範圍，島上無人居住。